# Michał Kłopotowski
Michał Kłopotowski (ur. 20 września 1894 w Tłumaczu, zm. wiosną 1940 w Charkowie) – major dyplomowany kawalerii Wojska Polskiego, kawaler Orderu Virtuti Militari, adiutant marszałka Józefa Piłsudskiego, ofiara zbrodni katyńskiej.

## Życiorys
Michał Kłopotowski był synem Franciszka i Rozalii z domu Pawłowska, urodził się w Tłumaczu (nr 3579). Kształcił się w C. K. I Gimnazjum w Stanisławowie, gdzie w 1914 ukończył VIII klasę i zdał egzamin dojrzałości, po czym miał podjąć studia na akademii lasowej. Był członkiem Polskich Drużyny Strzeleckich. Po wybuchu I wojny światowej służył w Legionach. W 1915 roku dostał się do niewoli rosyjskiej.  W 1918 roku walczył w 1 pułku ułanów na Syberii. Do Polski powrócił w 1920 roku, wstąpił do Wojska Polskiego i został przydzielony do 18 pułku Ułanów Pomorskich.
Po zakończeniu działań wojennych pozostał w wojsku został zweryfikowany do stopnia porucznika ze starszeństwem z dniem 1 czerwca 1919 roku. W 1928 roku został awansowany do stopnia rotmistrza ze starszeństwem z dniem 1 stycznia 1928 roku i przeniesiony do 2 pułku Ułanów Grochowskich w Suwałkach. Z dniem 5 stycznia 1931 roku został słuchaczem Kursu 1930–1932 Wyższej Szkoły Wojennej w Warszawie. Z dniem 1 listopada 1932 roku, po ukończeniu kursu i otrzymaniu dyplomu naukowego oficera dyplomowanego, został przydzielony do dowództwa Brygady Kawalerii „Białystok” na stanowisko oficera sztabu. 26 stycznia 1934 roku ogłoszono jego przeniesienie do dowództwa 6 Samodzielnej Brygady Kawalerii w Stanisławowie na stanowisko szefa sztabu. Od 1937 roku został wykładowcą w Wyższej Szkole Wojennej. W czasie mobilizacji w 1939 roku został przydzielony do Oddziału IV Sztabu Armii „Kraków”.
W 1929 roku wraz z Jerzym Dobieckim napisał Zarys historji wojennej 18 Pułku Ułanów Pomorskich wydany w Wojskowym Biurze Historycznym w Warszawie.

W czasie kampanii wrześniowej 1939 roku – po agresji ZSRR na Polskę – w nieznanych okolicznościach dostał się do niewoli sowieckiej. Przebywał w obozie w Starobielsku (wzmiankowany przez Józefa Czapskiego w jego "Wspomnieniach starobielskich"). Wiosną 1940 roku został zamordowany przez funkcjonariuszy NKWD w Charkowie i pogrzebany potajemnie w bezimiennej mogile zbiorowej w Piatichatkach, gdzie od 17 czerwca 2000 roku mieści się oficjalnie Cmentarz Ofiar Totalitaryzmu w Charkowie. Figuruje na Liście Starobielskiej NKWD, pod poz. 1456.
5 października 2007 roku minister obrony narodowej Aleksander Szczygło mianował go pośmiertnie na stopień podpułkownika. Awans został ogłoszony 9 listopada 2007 roku w Warszawie, w trakcie uroczystości „Katyń Pamiętamy – Uczcijmy Pamięć Bohaterów”.

## Ordery i odznaczenia
- Krzyż Srebrny Orderu Wojskowego Virtuti Militari (nr 4569)[15]
- Krzyż Niepodległości
- Krzyż Walecznych (dwukrotnie)
- Medal Dziesięciolecia Odzyskanej Niepodległości
- Medal Pamiątkowy za Wojnę 1918–1921 „Polska Swemu Obrońcy”